# Audi RSQ
L'Audi RSQ Sports è un prototipo prodotto dalla casa automobilistica tedesca Audi e presentata al salone di New York nell'aprile del 2004. L'auto fu ordinata nel 2004 per il film Io, robot e presenta caratteristiche molto avveniristiche, dato che la pellicola è ambientata nell'anno 2035.

## Il contesto
Si tratta della prima auto ad avere delle ruote sferiche anziché circolari, inoltre la ruota è nascosta da una specie di retina metallica a schema di alveare.
Essendo dedicata a un film ambientato nel futuro, il regista Alex Proyas ne ha modificato alcune caratteristiche quali il pilota automatico non presente nella vettura vera e propria e le porte ad apertura a farfalla.
L'RSQ ha fari allo xeno con led abbaglianti anteriori e posteriori, presenta anche un volante di forma ovale e un navigatore satellitare.